# Science Mission Directorate
Das Science Mission Directorate (SMD) der National Aeronautics and Space Administration (NASA) engagiert sich in der Wissenschaftsgemeinschaft der Vereinigten Staaten, fördert wissenschaftliche Forschung und entwickelt und betreibt in Zusammenarbeit mit NASA-Partnern in aller Welt Satelliten und Sonden, um grundlegende Fragen zu beantworten, die den Blick aus dem und in den Weltraum erfordern.
Das Science Mission Directorate fördert auch Forschungsarbeiten, die die Explorationsaktivitäten der NASA ermöglichen und von ihnen unterstützt werden. Das SMD-Portfolio trägt zur Verwirklichung der Vision der NASA für die Erforschung des Weltraums bei, indem es Folgendes anstrebt:
- Die Geschichte des Mars und die  Entstehung des Sonnensystems zu verstehen. Durch das Verständnis der Entstehung der verschiedenen terrestrischen Planeten (mit Atmosphären) im Sonnensystem erfahren die Forscher mehr über die Zukunft der Erde und die vielversprechendsten Möglichkeiten für eine Besiedlung jenseits unseres Planeten. So können beispielsweise die unterschiedlichen Auswirkungen von Kollisionsprozessen auf der Erde, dem Mond und dem Mars Aufschluss über die Unterschiede in der Entstehung und Entwicklung dieser Körper geben.

- Suche nach erdähnlichen Planeten und habitabler Zonen um andere Sterne. Das SMD verfolgt mehrere Forschungsstrategien mit dem Ziel, wirksame, astronomisch nachweisbare Signaturen biologischer Prozesse zu entwickeln. Die Untersuchung des Erde-Sonne-Systems kann den Forschern helfen, atmosphärische Biosignaturen zu identifizieren, die erdähnliche (und potenziell bewohnbare) Planeten um nahe Sterne unterscheiden. Das Verständnis des Ursprungs des Lebens und der zeitlichen Entwicklung der Erdatmosphäre könnte Aufschluss über wahrscheinliche Signaturen von Leben auf extrasolaren Planeten geben.

- Erforschung des Sonnensystems zu wissenschaftlichen Zwecken bei gleichzeitiger Unterstützung der sicheren Erforschung des Weltraums durch Roboter und Menschen. So können zum Beispiel großflächige koronale Massenauswürfe von der Sonne potenziell tödliche Folgen für unsachgemäß abgeschirmte menschliche Flugsysteme sowie für einige Arten von Robotersystemen haben. Die Verfolgung interdisziplinärer wissenschaftlicher Forschungsschwerpunkte durch das SMD soll dazu beitragen, potenziell schädliche Bedingungen im Weltraum vorherzusagen und die robotischen und menschlichen Erforscher der NASA zu schützen.

## Associate Administrators
Nicola Fox ist seit dem 27. Februar 2023 Associate Administrator für das Science Mission Directorate (SMD). Zu den vormaligen Associate Administrators der SMD gehören Edward J. Weiler (1998–2004, 2008–2011), Mary Louise Cleave (2004–2005), Alan Stern (2007–2008), John Mace Grunsfeld (2012–2016) und Thomas Zurbuchen (2016–2022). Stern trat am 25. März 2008 mit Wirkung zum 11. April wegen Meinungsverschiedenheiten mit Administrator Michael D. Griffin zurück.